# Círculo Universitario de Quilmes
El Círculo Universitario de Quilmes, más conocido por su sigla CUQ, es un club de rugby argentino fundado el 3 de septiembre de 1938 en la ciudad de Quilmes, Provincia de Buenos Aires. El C.U.Q. compite durante el 2025 en la Primera División B del torneo de la Unión de Rugby de Buenos Aires, luego de ascender en el año 2022 y garantizar su permanencia en el año 2023.

## Historia
El Círculo Universitario de Quilmes fue fundado el 3 de septiembre de 1938, y desde sus comienzos fue una entidad conformada por y para Universitarios. Debido a esto la actividad cultural, académica y universitaria fue predominante durante los comienzos del club.
En 1970 se incorpora un predio en Ranelagh, a unos pocos kilómetros de la ciudad de Quilmes, para funcionar como campo de deportes de la entidad para luego asentarse definitivamente en un predio de la Ribera de Quilmes -más precisamente sobre la Avenida Cervantes al 1300-, lugar que sigue funcionando en la actualidad y que logró adquirir a fines de 2024 luego de usufructuarlo en calidad de cedido por la extinta institución educativa Midland College-Mancedo.